# Dulce Braga
Dulce Braga (sinh ngày 16 tháng 4 năm 1958) là một nhà văn người Angolan, tác giả của tiểu thuyết tiểu sử Sabor de Maboque, xuất bản năm 2009. Trong tiểu thuyết, Braga kể lại những trải nghiệm của mình vào năm 1975, khi bắt đầu cuộc nội chiến ở Anh.
Năm 16 tuổi, cô trốn sang Brazil cùng gia đình vì chiến tranh.